# Eros auratocollis
Eros auratocollis là một loài bọ cánh cứng trong họ Lycidae. Loài này được Fauvel miêu tả khoa học năm 1861.